# Traforo delle Caravanche
Il Traforo delle Caravanche (in tedesco Karawankentunnel, in sloveno Predor Karavanke o Karavanški predor) è un traforo stradale che collega le città di Villaco, in Carinzia e Jesenice, in Alta Carniola, a circa 40 km est da Tarvisio e dal confine italiano.
Costruito tra il 1986 e il 1991, il traforo è ad oggi una delle principali arterie che mettono in collegamento la penisola Balcanica con Austria e Germania.

## Storia
Prima del traforo, le strade più brevi che collegavano l'Austria alla Jugoslavia attraversavano il Wurzenpass e il passo di Loibl, ma erano particolarmente strette e presentavano numerosi tornanti. La progettazione del tunnel cominciò a partire dagli anni '70, quando si prese in considerazione la costruzione di un tunnel dotato di due gallerie, una per senso di marcia. Si optò poi per la costruzione di una sola galleria, visti gli scarsi volumi di traffico. Il tunnel è stato costruito tra il 1986 ed è stato aperto il 1º giugno 1991, diventando così il termine settentrionale dell'Autostrada della Fratellanza e dell'Unità.  Nemmeno un mese dopo la sua inaugurazione, l'ingresso meridionale del traforo fu coinvolto nella guerra dei dieci giorni, durante la quale la Slovenia si dichiarò indipendente dalla Jugoslavia, ma riportando solo danni di leggera entità. Con l'entrata della Slovenia nell'Unione Europea si è avuto un aumento del traffico, sia pesante che automobilistico, che comporta la formazione di lunghe code alle due entrate del tunnel. Nel settembre 2018 sono iniziati i lavori di raddoppio del traforo.

## Descrizione e progetti futuri
Il traforo è costituito da un'unica galleria a due corsie (una per senso di marcia) lunga 7864 metri. Nel mese di settembre 2018, sono partiti i lavori di costruzione di una seconda galleria che dovrebbero concludersi nel 2024; dopodiché, la galleria attualmente in uso verrà chiusa due anni per permettere lavori di ammodernamento. L'opera, finanziata anche con il contributo dell'Unione europea sarà completata definitivamente nel 2026.